# Svetla Mitkova-Sınırtaş
Svetla Ivanova Mitkova-Sınırtaş (bolgarsko Светла Иванова Миткова-Sınırtaş), bolgarsko-turška atletinja, * 17. junij 1964, Medovo, Bolgarija.
Od leta 1999 je nastopala za Turčijo. Nastopila je na poletnih olimpijskih igrah v letih 1988, 1992 in 1996, osvojila je četrto mesto v metu diska ter šesto in deseto mesto v suvanju kroge. Na svetovnih prvenstvih je osvojila bronasto medaljo v slednji disciplini leta 1995, kot tudi na evropskih prvenstvih leta 1994, na evropskih dvoranskih prvenstvih pa srebrno in bronasto medaljo.